# Peter Balko
Peter Balko, född 1988 i Lučenec, Slovakien, är en slovakisk författare och scenograf. 
Balko studerade på VŠMU (Academy of Performing Art) i Bratislava, där han idag utbildar framtida film- och manusförfattare. 
Balko har publicerat och tävlat med berättelsen "Labutia balada" (Svanarnas ballad) i Poviedka 2012 där han vann första priset och priset lade grunden till hans debutroman "Vtedy v Lošonci" (Den gången i Lošonc, KK Bagala, 2015) inspirerad av barndomen och uppväxten i staden Lučenec. Romanen har uppnått stora framgångar bland läsarna i Slovakien och vunnit priser som Anasoft Litera 2015, Fonden Tantra Bank och Priser Jan Johanides 2015. Boken har översatts till tjeckiska, polska och tyska.
I Pulz V4 (KK Bagala, 2012) publicerade Balko texten "Biele pole" (Vita fältet).
Ett antal texter har publicerats i flertal tidningar, vilka även blivit översatta till engelska, italienska och kinesiska. 
Romanen "Ostrov" (KK Bagala, 2019) är en postmodern berättelse som återuppväcker gestalter från den litterära svarta marknaden.